# Sinh (vêtement)
Le sinh est un type de sarong porté par les femmes laotiennes.

## Description
Le sinh est une jupe traditionnelle en forme de tube. La circonférence du tube est plus grande que le tour de taille de la personne qui le porte, de sorte que la partie du sinh qui dépasse sur le côté du corps est repliée sur le devant de ce dernier (de la gauche vers la droite, ou inversement).
Un sinh est composé de trois parties :
- le houa sinh, à la taille,
- le pheun sinh, la partie centrale portant le motif principal.
- le tdin sinh, l'ourlet portant le motif se trouvant au bas de la jupe.

Le tissu composant le sinh peut être de la soie, de la soie et du coton, ou bien seulement du coton. Il peut avoir différentes textures et peut porter différents motifs et couleurs.
Le tissu est généralement tissé, et les sinh fabriqués, par les groupes ethniques ruraux du Laos.